# William Stephens
William Dennison Stephens (Eaton, 26 dicembre 1859 – Los Angeles, 25 aprile 1944) è stato un politico statunitense.
È stato il governatore della California dal marzo 1917 al gennaio 1923. Rappresentante del Partito Progressista e poi del Partito Repubblicano, è stato anche vice-governatore dal luglio 1916 al marzo 1917 con Hiram Johnson alla guida dello Stato. Inoltre è stato membro della Camera dei rappresentanti per la California dal marzo 1911 al luglio 1916. Per alcuni giorni, nel marzo 1909, assunse la carica di sindaco di Los Angeles.